# كأس هولندا 1974–75
كأس هولندا 1974–75 (بالهولندية: KNVB beker 1974/75)‏ هو الموسم 57 من كأس هولندا. أشرف على تنظيمه الاتحاد الملكي الهولندي لكرة القدم، وكان عدد الأندية المشاركة فيه 46، وفاز فيه أدو دين هاغ.